# Cabreo

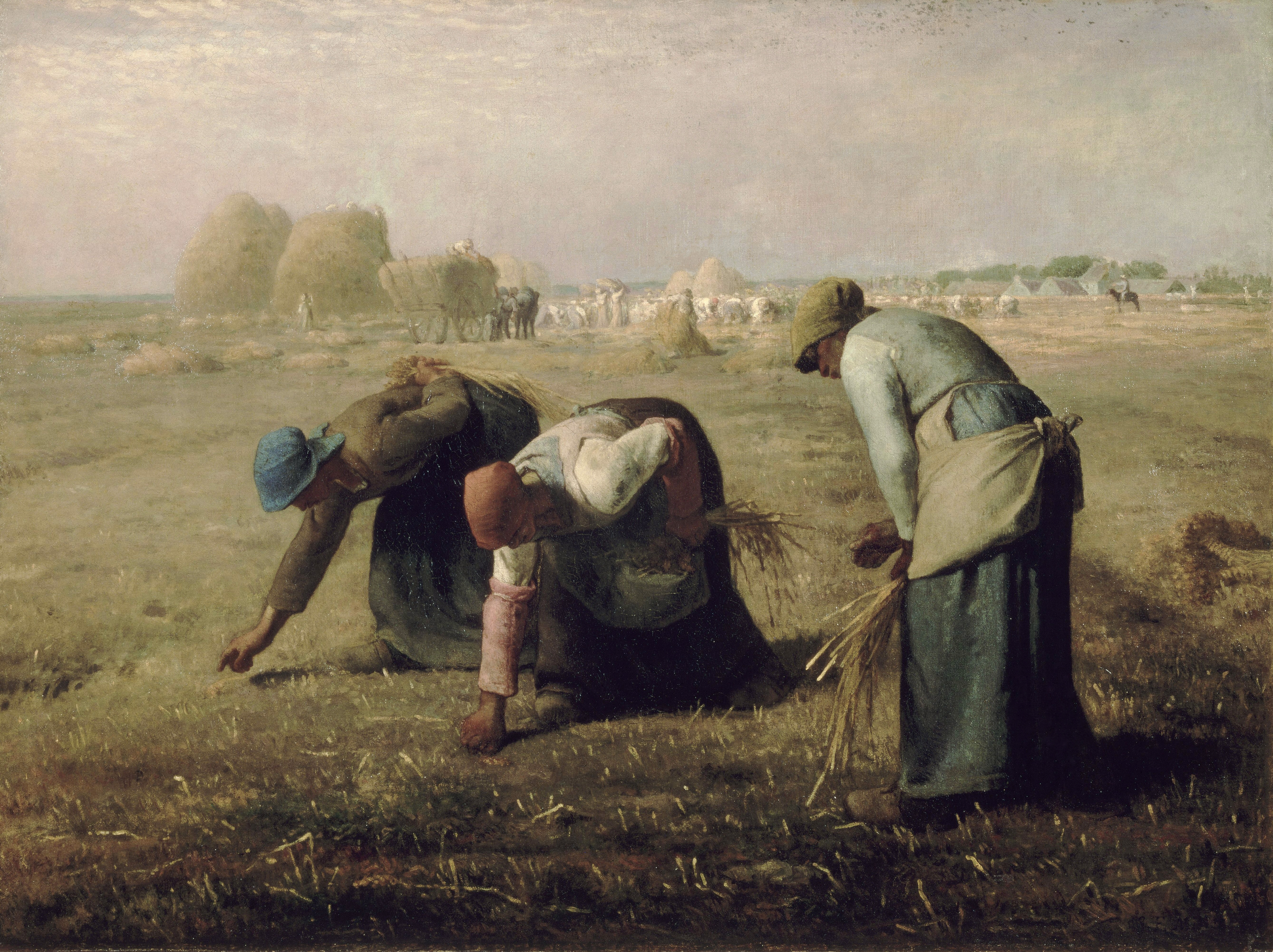
Las espigadoras, obra de Millet, que nos muestra una escena típica de campesinos efectuando una de las tareas propias de su condición.

Cabreo, o cabrevación, es el acto jurídico de deslindar terrenos o fincas que, estando sujetos al pago de laudemios, luismos, o cargas reales semejantes, habían ya escapado de la obligación de efectuar dichos pagos, normalmente por el olvido y el paso del tiempo. Además del proceso de deslinde, es asimismo cabreo el acto de exigir los pagos atrasados de censos y laudemios, que se estimaban ya indebidos por hallarse prescritos u olvidados. 
Se entiende también por cabrear, o cabrevar, la acción y efecto de apear en los terrenos realengos, aquellas fincas que estaban sujetas al pago de los derechos del patrimonio real. También lo es, en definitiva, el derecho del dueño directo para obtener del enfiteuta el reconocimiento del censo.

## Sentido coloquial
La expresión cabreo se ha traspasado al acervo popular, y forma parte del lenguaje coloquial, con otro significado más inmediato con el que se define, no la restauración de una situación jurídica olvidada sino, el estado emocional negativo que sufre una persona por el que manifiesta un fuerte enfado (como se supone que muy enfadados quedaban aquellos campesinos y enfiteutas que repentinamente se veían enfrentados a pagos de cargas que estimaban extinguidas, agravados con incrementos de réditos por atrasos históricos seculares).

## Origen etimológico

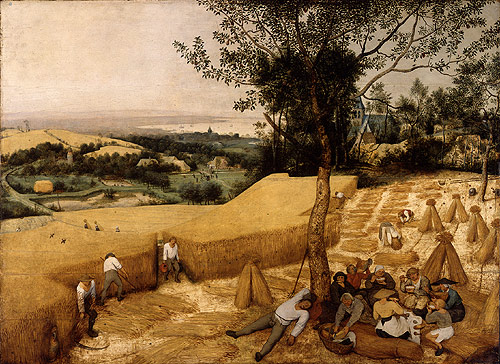
En Los segadores, Pieter Brueghel el Viejo pintó esta dedicación del campesinado en verano. En el, por motivo de la actividad jurídico-procesal de causas para cabreos, o cabrevaciones de censos y foros, los campesinos se vieron obligados a reasumir cargas reales complementarias, resucitadas con estos procesos sumarios que, aunque legítimos en derecho, como es natural, se inaceptaban de hecho, pues tras culminar estos cabreos los campesinos se hallaban ante la inmediata obligación de sostener otra vez los viejos gravámenes renovados al cabrevar, se veían ante la obligación de volver a pagar laudemios y cargas similares, hechos tales que, como es obvio, les causaban un enfado colosal que mostraban sin reparos a las autoridades, cuando eran citados a los actos de deslindes y apeos, de tal manera que se evidenciaba, en el acto procesal, ese más que notorio enfado de los campesinos cabreados.

La palabra cabreo (capbreu en lengua catalana, o cabrebe en lengua castellana), cabrear, cabrebar o cabrevar, provienen todas de la acepción latina capibrevium; verbo compuesto, formado con la suma del vocablo capi (capiô,is,ere,cêpî,captum) cuyo significado es coger, tomar, recuperar, y del vocablo brevium (brevis, ve) cuyo significado es el de breve, rápido, sumario, es decir, capibrevium define la acción de recuperar rápìdamente, de recuperar o de tomar algo del modo más breve y sumario.

## Origen histórico del significado actual
Inicialmente, se denominaba cabreo (cabreum, expresión abreviada, evolucionada del latín capibrevium) a la recopilación que mandó realizar el rey Alfonso XI (1311 a 1350), en la cual se enumeraban los privilegios y prerrogativas de la monarquía reinante en la Castilla medieval.
Más tarde, con el término cabreo se vino a llamar al inventario de los bienes de las clases nobiliarias y eclesiásticas (por ejemplo, cabreo de los Caballeros de la Orden de Malta) y todos los documentos que los formaron: mapas, listas de bienes y derechos, elenco de los muebles e inmuebles, servidumbres, censos, valor de la propiedad, planos de las lindes de los señoríos, etc.
En el sur de Italia, perteneciente en tiempo a la corona de Aragón, también fueron elaborados los cabreos públicos, de modo similar, que luego tomaron el nombre del propietario de los bienes relacionados (por ejemplo, Cabreo de la Orden de Malta), o a veces tomaron el nombre del lugar donde estaban radicados los bienes (por ejemplo, cabreo de Velletri, cabreo de Tuscia), con independencia del noble al que atribuían la pertenencia.
Más recientemente en España, y corriendo ya el siglo XIX, la lógica renuencia campesina a tener que pasar y sufrir los cabreos aplicados a sus tierras, fue causada por un fenómeno, que se dio especialmente en el Noroeste de Cataluña, entre los años 1823 y 1833, en que una explícita reacción nobiliaria combinó el recurso a las leyes con el uso de las armas, de modo que si los vasallos y campesinos no atendían las exigencias de los nobles por las buenas, lo harían a la fuerza. Por eso no es casual la publicación en aquella época del Tratado de la cabrevación de Jaume Tos Urgellés, publicado en 1826, a raíz de que el Marqués de Alfarrás y el Duque de Medinaceli solicitaron permiso a la Real Audiencia para proceder a cabreos, dando lugar a lo que Guillermo Oliver describió como los lamentos y las imprecaciones de casi todos los particulares de Cataluña, a quienes se ha forzado a cabrevar después del año 1823, y a quienes se ha obligado a pagar censos y laudemios acumulados, debidos o indebidos. Se trataba con ese método procesal sumario de reclamar atrasos y revivir derechos en desuso que, a buen seguro, provocaban en los campesinos enfados ciertamente colosales y explícitos. 
Las sentencias, sobre estas causas entre nobles y campesinos, dictadas a partir de junio de 1834, obligaban a los enfiteutas y colonos a pagar laudemios, aunque desestimaban su expulsión de las tierras.
De seguro que hechos históricos semejantes a estos, ocurridos en España a principios del siglo XIX, darían lugar a la actual acepción popular y el significado actual de sentirse cabreado.